# Vadim Zviaguintsev
Pour les articles homonymes, voir Zviaguintsev.
Vadim Viktorovitch Zviaguintsev (en russe : Вадим Викторович Звягинцев), né à Moscou le 18 août 1976, est un grand maître international russe du jeu d'échecs.

## Biographie et carrière
Vadim Zviaguintsev a été formé à l'école d'échecs au Palais des pionniers sur la colline des Moineaux de Moscou, dont le chef est Aleksandr Mazia.

### Tournois individuels

#### Années 1990
En 1992, au Championnat d'Europe d'échecs de la jeunesse en Slovaquie, il remporte la médaille d'or dans la catégorie moins de 16 ans. En 1997, il gagne le mémorial Milan Vidmar à Portoroz.
En 1996, il finit 4e-8e du championnat de Russie avec 7 points sur 11.
En 1998, il finit troisième ex æquo du tournoi d'échecs de Tilburg (tournoi Fontys remporté par Anand devant Leko).

#### Années 2000
En 2000, il est premier à Essen (devant Dreïev et Bischoff) et à nouveau en 2002 (devant Péter Lékó).
Au tournoi rapide Chess Classic de Mayence, en 2003, il finit 2e ex æquo derrière Levon Aronian, et à nouveau 2e l'année suivante.
Au championnat de Russie, il finit  3e-10e ex æquo en 2003 avec 6 points sur 9. 
En 2005, il prend la 3e place au tournoi qualificatif de Kazan et termine 4e-6e lors de la superfinale. 
En 2002 et 2006, il finit deuxième ex æquo au tournoi Karpov de Poïkovski (victoire de Alexander Onischuk en 2002 et de Alexeï Chirov en 2006).

#### Années 2010
Au 1er mars 2011, Riazantsev est le 82e joueur mondial avec un classement Elo de 2 663 points.
En octobre 20111, avec 7 points sur 9, il finit deuxième ex æquo du mémorial Tchigorine. En novembre-décembre 2011, il remporte la finale de la coupe de Russie (tournoi à élimination directe) en battant Dmitri Botcharov, Igor Kovalenko et Denis Khismatoulline.
En août-septembre 2012, il finit 1er-8e ex æquo du mémorial Botvinnik à Saint-Pétersbourg avec 7 points sur 9. 
En novembre 2013, il finit 1er-11e ex æquo du mémorial Tchigorine à Saint-Pétersbourg.
En juin 2014, il finit 1er-3e du tournoi de la ligue supérieure du championnat de Russie, ce qui le qualifie pour la superfinale disputée en novembre-décembre où il marque 4 points sur 9. En août 2015, il remporte l'open annuel de Manhattan avec 4,5 points sur 5. En mars 2016, avec 6 points sur 9, il finit troisième ex æquo de l'Open Aeroflot.
En octobre 2018, il finit 1er-3e ex æquo du tournoi de Shangaï avec 7 points sur 9.
En août 2019, il remporte le tournoi disputé à la mémoire de Viktor Kortchnoï à Saint-Pétersbourg avec 7,5 points sur 9, ex æquo avec Gata Kamsky.

### Championnats d'Europe
En mars 2010, Zviaguintsev marque 7,5 points sur 11 lors du championnat d'Europe individuel en Croatie, pour une 11e place ex æquo.
En mai 2013, il marque 7,5 points sur 11 lors du championnat d'Europe individuel en Pologne, pour une 11e place ex æquo et une qualification pour la Coupe du monde d'échecs 2013.
En mars 2019, il marque 7,5 points sur 11 lors du championnat d'Europe individuel en Macédoine, pour une 12e place ex æquo.

### Champion du monde par équipe
À l'Olympiade d'échecs de 1994, alors qu'il est encore maître international, il contribue à la médaille de bronze par équipe de la Russie (il jouait au deuxième échiquier). 
Il remporta la médaille d'argent par équipes et la médaille d'argent individuelle au troisième échiquier au Championnat d'Europe d'échecs des nations en 1997.
La même année, il remporte la médaille d'or par équipe et la médaille d'or individuelle au deuxième échiquier de réserve lors du championnat du monde d'échecs par équipes 1997.
Il participe à nouveau à l'olympiade d'échecs en 1998 et en 2004 où l'équipe russe remporte la médaille d'or et de bronze respectivement.

### Championnats du monde FIDÉ et coupes du monde
Vadim Zviaguintsev a participé à quatre championnats du monde (1997, 1999, 2001 et 2004) et à trois coupes du monde (2005, 2007 et 2011).
| Année | Lieu                             | Résultat                            | Ultime adversaire  | Adversaires battus                             |
| ----- | -------------------------------- | ----------------------------------- | ------------------ | ---------------------------------------------- |
| 1997  | Groningue                        | quatrième tour (huitième de finale) | Alekseï Dreïev     | Joel Benjamin Gregory Kaidanov Yasser Seirawan |
| 1999  | Las Vegas                        | quatrième tour (huitième de finale) | Judit Polgár       | Ulf Andersson Michał Krasenkow                 |
| 2001  | Moscou                           | troisième tour                      | Michael Adams      | Jacek Gdański, Xu Jun                          |
| 2004  | Tripoli                          | troisième tour                      | Michał Krasenkow   | Darcy Lima Aleksander Wojtkiewicz              |
| 2005  | Khanty-Mansiïsk (coupe du monde) | premier tour                        | Yuri Shulman       |                                                |
| 2007  | Khanty-Mansiïsk (coupe du monde) | deuxième tour                       | Krishnan Sasikiran | Abhijit Kunte                                  |
| 2013  | Tromsø                           | premier tour                        | Dariusz Świercz    |                                                |
| 2021  | Sotchi                           | premier tour                        | Ravi Haria         |                                                |

## Style de jeu
Zviaguintsev a été décrit comme un joueur tactique et agressif. Viktor Kortchnoï l'a décrit dans une interview comme un joueur très original, avec une vue sur la vie inhabituelle qui se reflète dans son jeu. Il est connu pour utiliser occasionnellement des nouveautés d'ouverture pour déstabiliser son adversaire et quitter les sentiers battus de la théorie. Il a même joué l'étrange variante de la défense sicilienne 1. e4 c5 2. Ca3!? contre Aleksandr Khalifman et Ruslan Ponomariov, deux anciens champions du monde FIDE, et contre lesquels il a remporté la victoire,.

## Parties remarquables
- Cifuentes - Zviaguintsev, Open de Wijk aan Zee 1995, 0-1. Cette partie est élue la meilleure partie du volume de l'Informateur d'échecs qui la publie.
- Malakov - Zvianguintsev, Poïkovski 2004, 0-1.
- Zviaguintsev - Seirawan, Groningue 1997, 1-0